# Гардапхадзе, Ахматгер Бухулович
Ахматге́р Буху́лович Гардапха́дзе (род. 15 мая 1943) — пилот-инструктор экипажа самолёта Ту-134А управления гражданской авиации Тбилисского авиационного предприятия. Герой Советского Союза.

## Биография
Родился 15 мая 1943 года в селе Леушери Лентехского района Грузинской ССР (ныне в Рача-Лечхуми и Квемо-Сванети) в семье крестьянина. Грузин. Образование среднее специальное. Член КПСС с 1976 года. Проживает в Тбилиси. До выхода на пенсию работал пилотом-инструктором Тбилисского авиационного предприятия.

## История подвига
18 ноября 1983 года командовал экипажем самолёта Ту-134А, выполнявшим рейс по маршруту Тбилиси — Батуми — Киев — Ленинград. На борту самолёта находилось 64 человека, из них 57 пассажиров и 7 членов экипажа.
Во время полёта авиалайнер подвергся атаке группы вооружённых преступников (9 человек). Бандиты застрелили бортпроводницу, смертельно ранили бортинженера, замначальника лётно-штурманского отдела Управления гражданской авиации Грузинской ССР (Валентина Крутикова, Анзор Чедия, Завен Шабартян) и двух пассажиров. Захватив самолёт, преступники потребовали совершить посадку в Турции. Экипаж не подчинился и, используя табельное оружие, смог вести ответный огонь, освободить кабину от террористов и изнутри закрыть дверь. Самолёт был посажен в аэропорту Тбилиси. 19 ноября 1983 года спецслужбы провели боевую операцию по освобождению заложников (по системе «Набат»). В ходе операции один террорист был застрелен, один застрелился сам, остальные в 6 часов 55 минут были обезврежены, пассажиры освобождены.

## Награды
6 февраля 1984 года за мужество и героизм, проявленные при задержании особо опасных преступников, указом Президиума Верховного Совета СССР командиру экипажа А. Б. Гардапхадзе и штурману В. Б. Гасояну было присвоено звание Героя Советского Союза. Ахматгеру Гардапхадзе вручены орден Ленина и медаль «Золотая Звезда» за номером 11503.